# Майк Грін (хокеїст, 1985)
Майк Грін (англ. Mike Green, нар. 12 жовтня 1985, Калгарі) — канадський хокеїст, захисник.

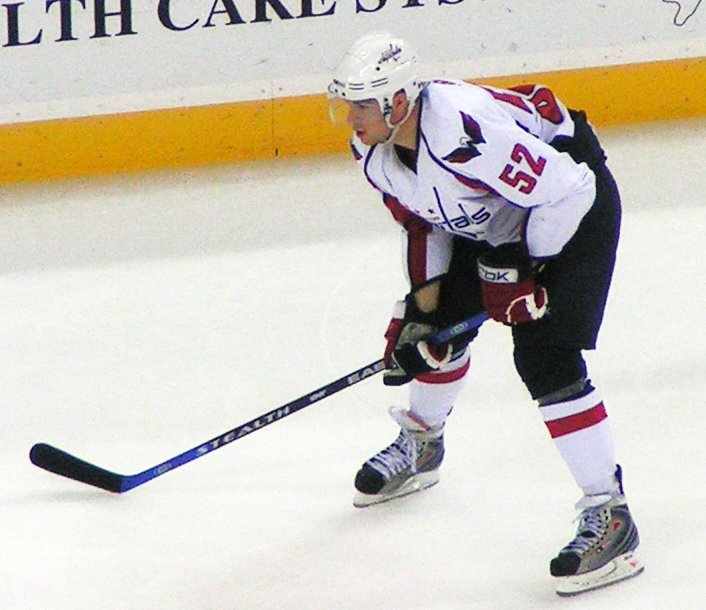
Майк Грін, 15 листопада 2008.

## Ігрова кар'єра
Хокейну кар'єру розпочав 2000 року в ЗХЛ виступами за команду «Саскатун Блейдс».
2004 року був обраний на драфті НХЛ під 29-м загальним номером командою «Вашингтон Кепіталс». 
Сезон 2005/06 провів, як у складі «Вашингтон Кепіталс» так і в складі фарм-клубу «Герші Берс». Першу шайбу в НХЛ закинув 3 лютого 2006 у ворота Еда Бельфура («Торонто Мейпл Ліфс»). У наступному сезоні Майк брав участь у матчі молодих зірок НХЛ, зробив три результативні передачі.
Сезон 2007/08 Майк провів у першій ланці «столичних», де грав разом Олександро Овечкіним, Олександром Сьоміним і Нікласом Бекстремом. Також цього сезону Грін отримав прізвисько «Game Over». У плей-оф, а саме в третьому матчі проти «Філадельфія Флайєрз», відзначився хет-триком Горді Гоу гол+пас+бійка, правда команді це не допомогло уникнути поразки 3:6. 
Влітку 2008 уклав чотирирічний контракт з «столичними» на суму $5,25 мільйонів доларів.
14 лютого 2009, оновив рекорд Майка О'Коннелла для захисників НХЛ, маючи в активі вісім голів у восьми матчах поспіль. Майк став восьмим захисником в історії НХЛ, який в регулярному чемпіонаті закинув понад 30 голів. У квітні 2009 номінований на Пам'ятний трофей Джеймса Норріса разом з Здено Хара та Нікласом Лідстремом.
У сезоні 2009/10 набрав рекордні 76 очок у регулярному чемпіонаті.
16 липня 2012, Майк підписав трирічний контракт з «Вашингтоном» на суму $18,25 мільйонів доларів.
1 липня 2015, «Детройт Ред-Вінгс» підписали з Гріном контракт на три роки, на суму $18 мільйонів доларів.
17 жовтня 2016, Грін відзначився першим хет-триком у кар'єрі в матчі проти «Оттава Сенаторс».

## Збірна
Був гравцем юніорської збірної Канади, у складі якої став чемпіоном світу в 2003. 
У складі національної збірної Канади срібний призер чемпіонату світу 2008.

## Нагороди та досягнення
- Перша команда всіх зірок НХЛ — 2009, 2010.
- Учасник матчу усіх зірок НХЛ — 2011, 2018.

## Громадська діяльність

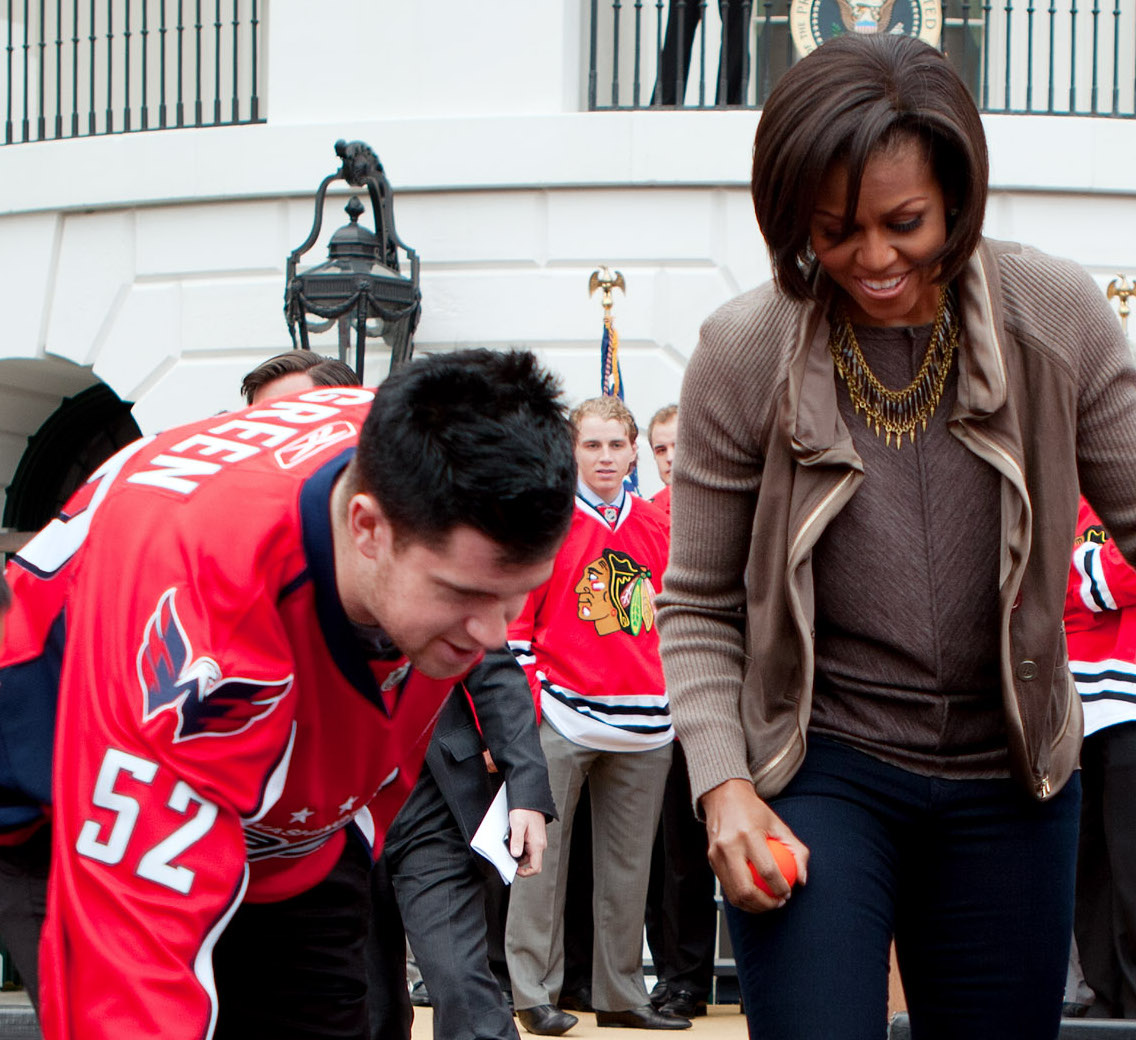
Майк з Першою леді США Мішель Обама в Білому домі під час презентації програми Let's Move! (2011).

Грін відомий своєю участю в громадських організаціях та заходах. Так разом з Олександром Овечкіним виступали в місцевій середній школі. Також він є засновником компанії "Green's Gang", яка перед кожним сезоном купує 7 сезонних абонементів для дітей з малозабезпечених сімей та сімей військовослужбовців. У 2008 році Майк заснував благодійну акцію з Еліотом Сігалом для залучення коштів під будівництво ігрових майданчиків у місті Александрія. Ігровий майданчик S.T.A.R.S офіційно був відкритий 19 вересня 2012.

## Сім'я
9 серпня 2014, одружився з Ко́ртні Перрі, разом вони виховують сина Акселя.

## Статистика

### Клубні виступи
| Сезон        | Клуб                 | Ліга         | Регулярний сезон | Регулярний сезон | Регулярний сезон | Регулярний сезон | Регулярний сезон | Плей-оф | Плей-оф | Плей-оф | Плей-оф | Плей-оф |
| Сезон        | Клуб                 | Ліга         | І                | Г                | П                | О                | ШХ               | І       | Г       | П       | О       | ШХ      |
| ------------ | -------------------- | ------------ | ---------------- | ---------------- | ---------------- | ---------------- | ---------------- | ------- | ------- | ------- | ------- | ------- |
| 2000–01      | «Саскатун Блейдс»    | ЗХЛ          | 7                | 0                | 2                | 2                | 0                | —       | —       | —       | —       | —       |
| 2001–02      | «Саскатун Блейдс»    | ЗХЛ          | 62               | 3                | 20               | 23               | 57               | 7       | 0       | 1       | 1       | 2       |
| 2002–03      | «Саскатун Блейдс»    | ЗХЛ          | 72               | 6                | 36               | 42               | 70               | 6       | 0       | 2       | 2       | 6       |
| 2003–04      | «Саскатун Блейдс»    | ЗХЛ          | 59               | 14               | 25               | 39               | 92               | —       | —       | —       | —       | —       |
| 2004–05      | «Саскатун Блейдс»    | ЗХЛ          | 67               | 14               | 52               | 66               | 105              | 4       | 0       | 0       | 0       | 6       |
| 2005–06      | «Герші Берс»         | АХЛ          | 56               | 9                | 34               | 43               | 79               | 21      | 3       | 15      | 18      | 30      |
| 2005–06      | «Вашингтон Кепіталс» | НХЛ          | 22               | 1                | 2                | 3                | 18               | —       | —       | —       | —       | —       |
| 2006–07      | «Герші Берс»         | АХЛ          | 12               | 3                | 5                | 8                | 26               | 19      | 7       | 9       | 16      | 38      |
| 2006–07      | «Вашингтон Кепіталс» | НХЛ          | 70               | 2                | 10               | 12               | 36               | —       | —       | —       | —       | —       |
| 2007–08      | «Вашингтон Кепіталс» | НХЛ          | 82               | 18               | 38               | 56               | 62               | 7       | 3       | 4       | 7       | 15      |
| 2008–09      | «Вашингтон Кепіталс» | НХЛ          | 68               | 31               | 42               | 73               | 68               | 14      | 1       | 8       | 9       | 12      |
| 2009–10      | «Вашингтон Кепіталс» | НХЛ          | 75               | 19               | 57               | 76               | 54               | 7       | 0       | 3       | 3       | 12      |
| 2010–11      | «Вашингтон Кепіталс» | НХЛ          | 49               | 8                | 16               | 24               | 48               | 8       | 1       | 5       | 6       | 8       |
| 2011–12      | «Вашингтон Кепіталс» | НХЛ          | 32               | 3                | 4                | 7                | 12               | 14      | 2       | 2       | 4       | 10      |
| 2012–13      | «Вашингтон Кепіталс» | НХЛ          | 35               | 12               | 14               | 26               | 20               | 7       | 2       | 2       | 4       | 4       |
| 2013–14      | «Вашингтон Кепіталс» | НХЛ          | 70               | 9                | 29               | 38               | 64               | —       | —       | —       | —       | —       |
| 2014–15      | «Вашингтон Кепіталс» | НХЛ          | 72               | 10               | 35               | 45               | 34               | 14      | 0       | 2       | 2       | 14      |
| 2015–16      | «Детройт Ред-Вінгс»  | НХЛ          | 74               | 7                | 28               | 35               | 38               | 5       | 1       | 1       | 2       | 10      |
| 2016–17      | «Детройт Ред-Вінгс»  | НХЛ          | 72               | 14               | 22               | 36               | 40               | —       | —       | —       | —       | —       |
| 2017–18      | «Детройт Ред-Вінгс»  | НХЛ          | 66               | 8                | 25               | 33               | 38               | —       | —       | —       | —       | —       |
| 2018–19      | «Детройт Ред-Вінгс»  | НХЛ          | 43               | 5                | 21               | 26               | 28               | —       | —       | —       | —       | —       |
| 2019–20      | «Детройт Ред-Вінгс»  | НХЛ          | 48               | 3                | 8                | 11               | 32               | —       | —       | —       | —       | —       |
| 2019–20      | «Едмонтон Ойлерз»    | НХЛ          | 2                | 0                | 0                | 0                | 0                | —       | —       | —       | —       | —       |
| Усього в НХЛ | Усього в НХЛ         | Усього в НХЛ | 880              | 150              | 351              | 501              | 592              | 76      | 10      | 27      | 37      | 85      |

### Збірна
| Рік                | Команда            | Турнір             | Місце              | І | Г | П | О  | ШХ |
| ------------------ | ------------------ | ------------------ | ------------------ | - | - | - | -- | -- |
| 2003               | Канада             | ЮЧС18              | 1                  | 7 | 0 | 0 | 0  | 2  |
| 2008               | Канада             | ЧС                 | 2                  | 9 | 4 | 8 | 12 | 2  |
| Молодіжна збірна   | Молодіжна збірна   | Молодіжна збірна   | Молодіжна збірна   | 7 | 0 | 0 | 0  | 2  |
| Національна збірна | Національна збірна | Національна збірна | Національна збірна | 9 | 4 | 8 | 12 | 2  |